# 29753 Silvo
29753 Silvo è un asteroide della fascia principale. Scoperto nel 1999, presenta un'orbita caratterizzata da un semiasse maggiore pari a 2,3856780 au e da un'eccentricità di 0,1412069, inclinata di 10,05978° rispetto all'eclittica.
L'asteroide è dedicato a Silvo Sposetti, figlio dello scopritore.